# مهسا (ابر)
مهسا ابری به شکل پرده مه‌آلوده که عمدتاً همراه با ابرهای پرساپوشنی یا پوشنی می‌آید. این اسم مترادف "گیشا" در "ژاپنی"می باشد.